# Луненка (приток Сяси)
Луненка — река в России, протекает в Тихвинском районе Ленинградской области. Левый приток Сяси.

## География
Луненка образуется слиянием рек Ситомля и Хвошня, севернее деревни Ситомля. Течёт сначала на юго-запад, по левому берегу расположены деревни Харчевня и Струнино. В Струнино слева в Луненку впадает левый приток Ругуйка, после чего Луненка поворачивает на север. За устьем левого притока Хандера река поворачивает на северо-восток. Пересекает железнодорожную линию Волховстрой — Тихвин в деревне Черенцово, затем вновь поворачивает на север и впадает в Сясь в 90 км от устья последней в деревне Устье. Длина реки вместе с истоком Ситомля составляет 61 км, площадь водосборного бассейна — 677 км².

## Данные водного реестра
По данным государственного водного реестра России относится к Балтийскому бассейновому округу, водохозяйственный участок реки — Сясь, речной подбассейн реки — Нева и реки бассейна Ладожского озера (без подбассейна Свирь и Волхов, российская часть бассейнов). Относится к речному бассейну реки Нева (включая бассейны рек Онежского и Ладожского озера).
Код объекта в государственном водном реестре — 01040300112102000018327.